# Oljor
De Oljor (Russisch: Олёр) is een 229 kilometer lange rivier in het noordoosten van de Russische autonome deelrepubliek Jakoetië. Het is de grootste zijrivier van de Grote Tsjoekotsjja.
De rivier ontspringt in het kleine Groot Oljormeer (Ozero Bolsjoj Oljor) en stroomt al meanderend in noordoostelijke richting, min of meer parallel aan de Grote Tsjoekotsjja te stromen over de toendra van het Laagland van Kolyma om uiteindelijk met een boog naar het zuidoosten uit te monden in de Grote Tsjoekotsjja, iets stroomopwaarts van de instroom van de Chajlnatsjil in de laatstgenoemde rivier. In het stroomgebied bevinden zich ongeveer 1900 meren met een totale oppervlakte van 614 km². De belangrijkste zijrivier is de Semen-Joerjach (121 km) aan linkerzijde. Andere zijrivieren zijn de Tsjondoeja en de Kavarkadanoe aan linkerzijde en de Koetsjoegej-Oler-Sajane aan rechterzijde. De rivier is bevroren van begin oktober tot half juni.